# Ordesa (roman)
Pour les articles homonymes, voir Ordesa.
Ordesa (titre original en espagnol : Ordesa) est un roman autobiographique de l'écrivain espagnol Manuel Vilas paru originellement le 18 janvier 2018 aux éditions Alfaguara et en français le 14 août 2019 aux éditions du Sous-sol,. Le roman traduit en français reçoit le 5 novembre 2019 le prix Femina étranger,.

## Réception critique
Pour Alexis Brocas, dans Le Nouveau Magazine littéraire, Ordesa est un « sublime roman autobiographique » dans lequel l'auteur donne un « texte intime et poétique sur la relation entre parents et enfants » et pour la rédaction du mensuel littéraire le meilleur livre de la rentrée 2019.

## Éditions
- Ordesa, éditions Alfaguara, 2018  (ISBN 9788420431697)
- Ordesa, trad. Isabelle Gugnon, éditions du Sous-sol, 2019  (ISBN 9782364683976)[8]